# Conga (danza)

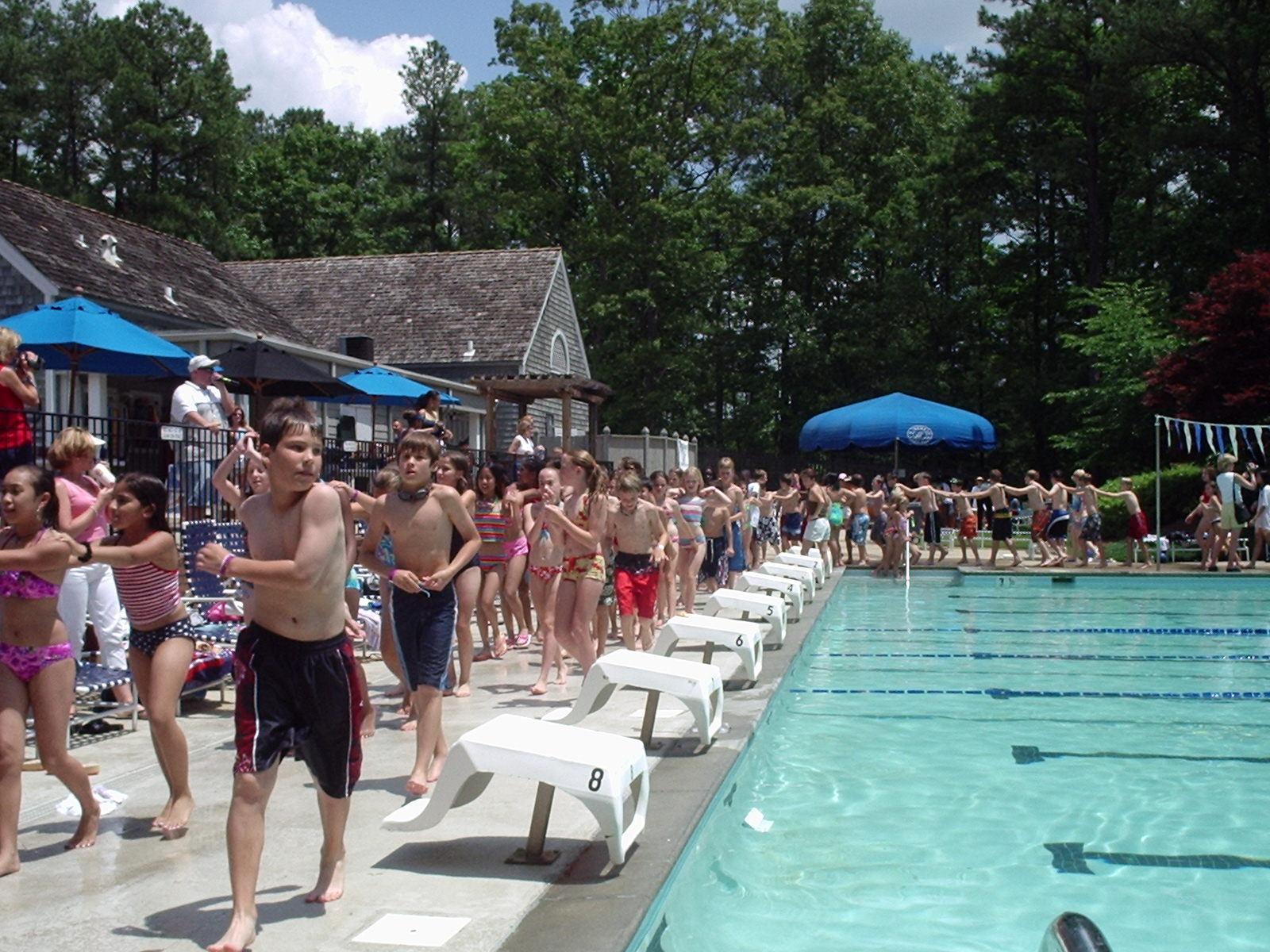
Un esempio di conga

La conga è un ballo popolare cubano di origine africana caratterizzato da un ritmo sincopato e scandito dalle percussioni. Deriva il suo nome dalla parola africana conja che indica dei grandi tamburi, oggi dall'omonimo strumento musicale.

## Origine
Nacque nelle festività celebrate dagli schiavi durante il periodo coloniale e servì poi da accompagnamento musicale per le comparse carnevalesche.
In seguito, nei primi anni della repubblica cubana, venne usata anche come elemento di propaganda politica dai candidati che ne sfruttavano il ritmo per mobilitare le masse e offrire un'immagine trionfante della propria campagna elettorale.
Negli anni trenta evolse in un ballo da sala, e grazie a Desi Arnaz, venne esportato negli Stati Uniti dove diventò subito molto popolare.

## Caratteristiche
Il ballo, in tempo binario, consiste in una marcia ritmata che coinvolge più persone disposte in fila indiana (una danza molto simile è la finlandese letkajenkka, popolare negli anni sessanta). Ognuno avanza con la mano appoggiata sulla spalla di chi lo segue e il "trenino" così formato si snoda mentre ogni partecipante esegue una sequenza di tre passi in avanti seguiti da un calcio laterale.
Lo schema della conga comprende due figure:
- tre passi laterali più un quarto passo di chiusura.
- arrollado (dallo spagnolo arrollar: arrotolare)

La parte strumentale viene eseguita da vari tipi di percussioni: conga e altri tamburi, campanacci e oggetti metallici. La tipica musica carnevalesca che accompagna la conga è oggi conosciuta a Cuba come comparsa.